# Wereldkampioenschappen waterpolo 2023
De wereldkampioenschappen waterpolo 2023 vinden plaats van 16 tot en met 29 juli 2023 in Fukuoka, Japan. Het toernooi maakt deel uit van de wereldkampioenschappen zwemsporten 2023.

## Gekwalificeerde landenteams
Voor het mannentoernooi en vrouwentoernooi hebben zich 16 landenteams geplaatst.

### Mannen
| Toernooi                                   | Data                            | Plaats       | Quota | Gekwalificeerd                    |
| ------------------------------------------ | ------------------------------- | ------------ | ----- | --------------------------------- |
| Gastland                                   |                                 |              | 1     | Japan                             |
| FINA World League 2022                     | 8 januari – 27 juli 2022        | Straatsburg  | 2     | Italië Verenigde Staten           |
| Wereldkampioenschappen waterpolo 2022      | 21 juni – 3 juli 2022           | Boedapest    | 4     | Spanje Griekenland Kroatië Servië |
| Europees kampioenschap 2022                | 29 augustus – 10 september 2022 | Split        | 3     | Hongarije Frankrijk Montenegro    |
| Aziatisch kampioenschap 2022               | 7–14 november 2022              | Samut Prakan | 2     | China Kazachstan                  |
| Panamerikaans kampioenschap waterpolo 2023 | april 2023                      | Bauru        | 2     | Canada Brazilië Argentinië        |
| Selectie Africa (wildcard)                 |                                 |              | 1     | Zuid-Afrika                       |
| Selectie Oceanië (wildcard)                |                                 |              | 1     | Australië                         |
| Totaal                                     |                                 |              | 16    |                                   |

1. ↑  Brazilië, een van de gekwalificeerde landen, trok zich terug om financiële redenen en werd vervangen door Argentinië.[3][4]

### Vrouwen
| Toernooi                                   | Data                            | Plaats       | Quota | Gekwalificeerd                              |
| ------------------------------------------ | ------------------------------- | ------------ | ----- | ------------------------------------------- |
| Gastland                                   |                                 |              | 1     | Japan                                       |
| FINA World League 2022                     | 25 januari – 6 november 2022    | Santa Cruz   | 2     | Spanje Hongarije                            |
| Wereldkampioenschappen waterpolo 2022      | 20 juni – 2 juli 2022           | Boedapest    | 4     | Verenigde Staten Nederland Italië Australië |
| Europees kampioenschap 2022                | 27 augustus – 10 september 2022 | Split        | 3     | Griekenland Israël Frankrijk                |
| Aziatisch kampioenschap 2022               | 7–14 november 2022              | Samut Prakan | 2     | China Kazachstan                            |
| Panamerikaans kampioenschap waterpolo 2023 | april 2023                      | Bauru        | 2     | Canada Brazilië Argentinië                  |
| Selectie Africa (wildcard)                 |                                 |              | 1     | Zuid-Afrika                                 |
| Selectie Oceanië (wildcard)                |                                 |              | 1     | Nieuw-Zeeland                               |
| Totaal                                     |                                 |              | 16    |                                             |

1. ↑  Brazilië, een van de gekwalificeerde landen, trok zich terug om financiële redenen en werd vervangen door Argentinië.[3][4]

## Medailles
|                 | Goud | Zilver | Brons |
| --------------- | --- | --- | --- |
| Mannen Details  | Hongarije | Griekenland | Spanje |
| Vrouwen Details | Nederland Laura Aarts Iris Wolves Brigitte Sleeking Sabrina van der Sloot Maartje Keuning Simone van de Kraats Bente Rogge Vivian Sevenich Kitty-Lynn Joustra Lieke Rogge Lola Moolhuijzen Nina ten Broek Sarah Buis Coach: Evangelos Doudesis | Spanje Laura Ester Cristina Nogué Anni Espar Beatriz Ortiz Nona Pérez Paula Crespí Elena Ruiz Pili Peña Judith Forca Paula Camus Maica García Godoy Paula Leitón Martina Terré coach: Miki Oca | Italië Giuseppina Condorelli Chiara Tabani Giuditta Galardi Silvia Avegno Sofia Giustini Dafne Bettini Domitilla Picozzi Roberta Bianconi Valeria Palmieri Claudia Marletta Agnese Cocchiere Giulia Viacava Caterina Banchelli coach: Carlo Silipo |

Klifduiken · Openwaterzwemmen · Schoonspringen · Synchroonzwemmen · Waterpolo · Zwemmen
Belgrado 1973 · 
Cali 1975 · 
West-Berlijn 1978 · 
Guayaquil 1982 · 
Madrid 1986 · 
Perth 1991 · 
Rome 1994 · 
Perth 1998 · 
Fukuoka 2001 · 
Barcelona 2003 · 
Montréal 2005 · 
Melbourne 2007 · 
Rome 2009 · 
Shanghai 2011 · 
Barcelona 2013 · 
Kazan 2015 · 
Boedapest 2017 · 
Gwangju 2019 · 
Boedapest 2022 · 
Fukuoka 2023 · 
Doha 2024